# 이다연 (배우)
이다연(2003년 9월 18일 ~ )은 대한민국의 배우이다.

## 출연

### 방송

#### 드라마
| 연도        | 방송사   | 제목                    | 역할        | 비고        |
| ----------- | -------- | ----------------------- | ----------- | ----------- |
| 2019        | TvN      | 검색어를 입력하세요 WWW | 어린 배타미 | 임수정 아역 |
| 2020        | KBS2     | 오! 삼광빌라!           | 어린 이순정 | 전인화 아역 |
| 2020 ~ 2021 | 네이버TV | 노빠꾸 로맨스           | 한소담      | 웹드라마    |
| 2022        | JTBC     | 서른, 아홉              | 어린 장주희 | 김지현 아역 |
| 2023        | TV조선   | 아씨두리안              | 김소저      |             |
| 2024        | KBS2     | 멱살 한번 잡힙시다      | 이나리      | 16부작      |
| 2025        | ENA      | 금쪽같은 내 스타        | 어린 고희영 | 이엘 아역   |

### 광고
- 2019년 니베아 립케어 홀더 에디션
- 2021년 카카오뱅크 Mini